# Resolução 87 do Conselho de Segurança das Nações Unidas
Resolução 87 do Conselho de Segurança das Nações Unidas, foi aprovada em 29 de setembro de 1950, considerando que o seu dever é investigar qualquer situação susceptível de provocar atritos entre as Nações, o Conselho decidiu que iria responder às declarações por parte da República Popular da China a respeito de uma invasão armada da ilha de Taiwan após 15 de outubro de 1950, quando representantes da República Popular da China e Taiwan estariam presentes.
Foi aprovada com 7 votos, a República da China, Cuba e Estados Unidos votaram contra, e uma abstenção do Egito.